# Jacek Bazański
Jacek Andrzej Bazański (sinh ngày 11 tháng 8 năm 1958 tại Warszawa) là một nhà ngoại giao người Ba Lan. Ông hiện đang giữ chức vụ đại sứ Ba Lan tại Kenya (2018–2023).

## Tuổi trẻ
Jacek Bazański tốt nghiệp chuyên ngành văn học lãng mạn tại Đại học Warsaw vào năm 1982.  Hai năm sau, ông làm biên dịch viên tiếng Pháp. Ngoài ra, Bazański còn theo học tại Trường Hành chính Quốc gia.

## Sự nghiệp ngoại giao
Trong thập niên 1980, Bazański gia nhập Bộ Ngoại giao và làm việc ở cả trong và ngoài nước. Ông đã và đang là thành viên của phái đoàn ngoại giao đến Kinshasa và Rome. Bazański cũng từng là phó đại sứ tại Paris và Den Haag.
Từ ngày 13 tháng 1 năm 2010 đến ngày 30 tháng 1 năm 2015, Bazański làm đại sứ Ba Lan tại Argentina. Sau đó, ông là giám đốc của Thanh tra Sở Ngoại vụ. Vào tháng 3 năm 2018, Bazański trở thành Đại sứ tại Kenya, cũng được công nhận tại Madagascar, Mauritius, Seychelles, Somalia và Uganda.
Ngoài tiếng Ba Lan và tiếng Pháp, Bazański còn thông thạo các ngôn ngữ khác như Anh, Tây Ban Nha và Ý.

## Đời tư
Ông kết hôn với Anna Bazańska. Bà làm lãnh sự Ba Lan tại Nairobi. Họ có ba người con.